# Sint-Truidense VV in het seizoen 2019/20
Sint-Truiden kwam in het seizoen 2019/20 uit in de Belgische Eerste Klasse A. In het voorbije seizoen eindigde STVV op de zevende plek in de hoogste afdeling. De Truienaren eindigden het seizoen op de twaalfde plaats, met 33 punten.

## Overzicht
Het seizoen werd aangevangen met een 0-1-thuisnederlaag tegen RE Moeskroen en een 6-0-pandoering uit bij Club Brugge. Op speeldag 3 werd een eerste overwinning geboekt, thuis tegen Standard Luik. Op de negende speeldag kwam aartsrivaal KRC Genk op bezoek. Na eerst een 0-3-achterstand te hebben opgelopen kwam STVV terug tot 3-3. Meteen na de gelijkmaker werd de wedstrijd gestaakt, na aanhoudend wangedrag van de beide supporterskernen. De Koninklijke Belgische Voetbalbond besloot beide clubs hiervoor te bestraffen met een geldboete en één wedstrijd die gedeeltelijk achter gesloten deuren moest plaatsvinden. De uitslag van de wedstrijd werd wel behouden.
Op 25 november 2019 maakte de club bekend dat Marc Brys werd ontslagen als coach van STVV. Brys had meermaals kritiek geuit op het beleid van het bestuur. Na een 1-3-nederlaag tegen Sporting Charleroi werd beslist het contract te ontbinden. Beloftencoach Nicky Hayen volgde Brys tijdelijk op. Die haalde in zijn eerste wedstrijd meteen een prestigieuze uitoverwinning bij KRC Genk. Tijdens de winterstop, na vier wedstrijden aan het roer te hebben gestaan, werd Hayen evenwel vervangen door de Sloveen Miloš Kostić.
Sint-Truiden beleefde een onopvallend seizoen en verkeerde constant in de middenmoot van het klassement. Het seizoen werd één speeldag voor het einde gestaakt vanwege de COVID-19-pandemie. Midden mei werd besloten om het klassement na 29 speeldagen als eindstand te beschouwen. De play-offs werden geschrapt. Sint-Truiden beëindigde het seizoen op de twaalfde plek.

## Ploegsamenstelling
| Nr. | Naam                  | Positie      | Nationaliteit    | Geboortedatum    |
| --- | --------------------- | ------------ | ---------------- | ---------------- |
| 1   | Kenny Steppe          | Doelman      | België           | 14 november 1988 |
| 3   | Mory Konaté           | Middenvelder | Guinee           | 15 november 1993 |
| 4   | Pol García            | Verdediger   | Spanje           | 18 februari 1995 |
| 5   | Santiago Colombatto   | Middenvelder | Argentinië       | 17 januari 1997  |
| 6   | Steven De Petter      | Middenvelder | België           | 22 november 1985 |
| 7   | Jordan Botaka         | Aanvallar    | Congo-Kinshasa   | 24 juni 1993     |
| 8   | Ibrahima Sory Sankhon | Middenvelder | Guinee           | 1 januari 1996   |
| 9   | Yuma Suzuki           | Aanvaller    | Japan            | 26 april 1996    |
| 12  | Samuel Asamoah        | Aanvaller    | Ghana            | 23 maart 1993    |
| 13  | Maxime Wenssens       | Doelman      | België           | 17 november 2001 |
| 14  | Alexandre De Bruyn    | Aanvaller    | België           | 4 juni 1994      |
| 15  | Nguyễn Công Phượng    | Middenvelder | Vietnam          | 21 januari 1995  |
| 16  | Steve De Ridder       | Middenvelder | België           | 25 februari 1987 |
| 18  | Facundo Colidio       | Aanvaller    | Argentinië       | 4 januari 2000   |
| 19  | Stan Van Dessel       | Middenvelder | België           | 24 juli 2001     |
| 20  | Samy Mmaee            | Verdediger   | België           | 8 september 1996 |
| 21  | Daniel Schmidt        | Doelman      | Japan            | 3 februari 1992  |
| 22  | Wolke Janssens        | Verdediger   | België           | 11 januari 1995  |
| 23  | Tatsuya Ito           | Aanvaller    | Japan            | 26 juni 1997     |
| 26  | Jorge Teixeira        | Verdediger   | Portugal         | 27 augustus 1986 |
| 27  | Mathieu Troonbeeckx   | Verdediger   | België           | 16 februari 1998 |
| 28  | Thibault De Smet      | Verdediger   | België           | 5 juni 1998      |
| 29  | Elton Acolatse        | Aanvaller    | Nederland        | 25 juli 1995     |
| 30  | Nelson Balongo        | Aanvaller    | België           | 15 april 1999    |
| 31  | Siebren Lathouwers    | Verdediger   | België           | 11 augustus 2000 |
| 32  | Chris Durkin          | Middenvelder | Verenigde Staten | 8 februari 2000  |
| 33  | Jhonny Lucas          | Middenvelder | Brazilië         | 21 februari 2000 |
| 35  | Tibo Herbots          | Doelman      | België           | 7 mei 2001       |
| 50  | Allan Gonçalves Sousa | Aanvaller    | België           | 27 januari 1997  |
| 54  | Elias Spago           | Verdediger   | België           | 9 augustus 2001  |
| 70  | Hamza Masoudi         | Middenvelder | België           | 24 januari 2000  |

### Trainersstaf
- Marc Brys (hoofdcoach tot november 2019)
- Nicky Hayen (hoofdcoach van november tot december 2019)
- Miloš Kostić (hoofdcoach vanaf januari 2020)

### Transfers
| - Tarik Baltić (Troyes AC) - Rocky Bushiri (geleend van Norwich City FC) - Facundo Colidio (geleend van Inter Milaan) - Santiago Colombatto (Cagliari Calcio) - Nguyễn Công Phượng (Hoàng Anh Gia Lai FC) - Steve De Ridder (KSC Lokeren) - Thibault De Smet (AA Gent) - Chris Durkin (D.C. United) - Allan Gonçalves Sousa (Vejle BK) - Tatsuya Ito (Hamburger SV) - Mory Konaté (Borussia Dortmund) - Jhonny Lucas (Paraná Clube) - Ko Matsubara (Shimizu S-Pulse) - Daniel Schmidt (Vegalta Sendai) - Lee Seung-woo (Hellas Verona) - Danel Sinani (F91 Dudelange) - Yuma Suzuki (Kashima Antlers) - Mathieu Troonbeeckx (KSK Heist) | - Yohan Boli (Al-Rayyan) - Cristian Ceballos (contract ontbonden) - Nguyễn Công Phượng (einde uitleenbeurt) - Alexis De Sart (Antwerp FC) - Wataru Endo (uitgeleend aan VfB Stuttgart) - Erik Gliha (contract ontbonden) - Daichi Kamada (einde uitleenbeurt) - Yuta Koike (Cerezo Osaka) - Lucas Pirard (Waasland-Beveren) - Takahiro Sekine (einde uitleenbeurt) - Mamadou Sylla Diallo (einde uitleenbeurt) - Thallyson Augusto Tavares Dias (einde contract) - Takehiro Tomiyasu (Bologna FC) - Rai Vloet (einde contract) |

## Oefenwedstrijden
|                                     |                            |       |               |  |
| Zaterdag 22 juni 2019, 17:30 uur    | Herk-de-Stad FC            | 2 - 6 | Sint-Truiden  |  |
|                                     |                            |       |               |  |
|                                     |                            |       |               |  |
| Woensdag 26 juni 2019, 20:00 uur    | KVV Thes Sport Tessenderlo | 1 - 3 | Sint-Truiden  |  |
|                                     |                            |       |               |  |
|                                     |                            |       |               |  |
| Donderdag 27 juni 2019, 20:00 uur   | Spouwen-Mopertingen        | 0 - 4 | Sint-Truiden  |  |
|                                     |                            |       |               |  |
|                                     |                            |       |               |  |
| Dinsdag 2 juli 2019, 18:00 uur      | Maccabi Haifa              | 0 - 0 | Sint-Truiden  |  |
|                                     |                            |       |               |  |
|                                     |                            |       |               |  |
| Vrijdag 5 juli 2019, 18:30 uur      | VVV Venlo                  | 3 - 3 | Sint-Truiden  |  |
|                                     |                            |       |               |  |
|                                     |                            |       |               |  |
| Woensdag 10 juli 2019, 18:30 uur    | Sint-Truiden               | 1 - 2 | RC Lens       |  |
|                                     |                            |       |               |  |
|                                     |                            |       |               |  |
| Zaterdag 13 juli 2019, 18:00 uur    | AA Gent                    | 2 - 4 | Sint-Truiden  |  |
|                                     |                            |       |               |  |
|                                     |                            |       |               |  |
| Woensdag 17 juli 2019, 19:00 uur    | Sint-Truiden               | 1 - 2 | Lommel SK     |  |
|                                     |                            |       |               |  |
|                                     |                            |       |               |  |
| Zaterdag 20 juli 2019, 16:00 uur    | Sint-Truiden               | 0 - 4 | PAOK Saloniki |  |
|                                     |                            |       |               |  |
|                                     |                            |       |               |  |
| Dinsdag 3 september 2019, 14:30 uur | Sint-Truiden               | 2 - 3 | KAS Eupen     |  |
|                                     |                            |       |               |  |
|                                     |                            |       |               |  |
| Vrijdag 11 oktober 2019, 10:00 uur  | Standard Luik              | 3 - 0 | Sint-Truiden  |  |
|                                     |                            |       |               |  |
|                                     |                            |       |               |  |
| Dinsdag 5 november 2019, 14:30 uur  | Oud-Heverlee Leuven        | 2 - 1 | Sint-Truiden  |  |
|                                     |                            |       |               |  |
|                                     |                            |       |               |  |
| Dinsdag 12 november 2019, 12:00 uur | PSV Eindhoven              | 2 - 0 | Sint-Truiden  |  |
|                                     |                            |       |               |  |
|                                     |                            |       |               |  |
| Dinsdag 7 januari 2020, 17:00 uur   | FC Schalke 04              | 0 - 1 | Sint-Truiden  |  |
|                                     |                            |       |               |  |
|                                     |                            |       |               |  |
| Dinsdag 18 februari 2020, 15:00 uur | Sint-Truiden               | 3 - 0 | KVC Westerlo  |  |
|                                     |                            |       |               |  |

## Eerste Klasse A

#### Wedstrijden
| | |       | | |
| Zaterdag 27 juli 2019, 20:00 uur | Sint-Truiden | 0 - 1 | RE Moeskroen | |
| Stayen, Sint-Truiden Toeschouwers: 4.338 Scheidsrechter: Lawrence Visser Speeldag 1 Eerste Klasse A 2019-20 | Alexandre De Bruyn 25' Wolke Janssens 37' |       | 20' Noë Dussenne 38' Fabrice Olinga 53' Deni Hočko 59' Frank Boya 90+3' Nathan de Medina                                     | Opstelling Sint-Truiden: Kenny Steppe, Jorge Teixeira, Pol García, Wataru Endo, Jordan Botaka, Samuel Asamoah, Elton Acolatse, Alexandre De Bruyn, Wolke Janssens, Allan Gonçalves Sousa, Nelson Balongo Wissels Sint-Truiden: 46' Allan Gonçalves Sousa Hamza Masoudi 73' Elton Acolatse Yohan Boli                                                       |
| | |       | | |
| Vrijdag 2 augustus 2019, 20:30 uur | Club Brugge | 6 - 0 | Sint-Truiden | |
| Jan Breydelstadion, Brugge Toeschouwers: 20.942 Scheidsrechter: Nicolas Laforge Speeldag 2 Eerste Klasse A 2019-20 | David Okereke 16' David Okereke 20' Hans Vanaken 38' Percy Tau 43' Mats Rits 67' Emmanuel Dennis 72' Siebe Schrijvers 83' Loïs Openda 87'                          |       | 23' Pol García 65' Thibault De Smet 72' Yohan Boli 75' Jorge Teixeira                                                        | Opstelling Sint-Truiden: Daniel Schmidt, Jorge Teixeira, Pol García, Thibault De Smet, Jordan Botaka, Samuel Asamoah, Stan Van Dessel, Elton Acolatse, Alexandre De Bruyn, Wolke Janssens, Nelson Balongo Wissels Sint-Truiden: 46' Nelson Balongo Yohan Boli 56' Stan Van Dessel Wataru Endo 70' Alexandre De Bruyn Nguyễn Công Phượng                    |
| | |       | | |
| Zondag 11 augustus 2019, 14:30 uur | Sint-Truiden | 2 - 1 | Standard Luik | |
| Stayen, Sint-Truiden Toeschouwers: 6.487 Scheidsrechter: Jonathan Lardot Speeldag 3 Eerste Klasse A 2019-20 | Alexandre De Bruyn 29' Hamza Masoudi 37' Wolke Janssens 54' Thibault De Smet 59' Jorge Teixeira 67' Daniel Schmidt 84'                                             |       | 9' Maxime Lestienne 23' Mergim Vojvoda 58' (pen.) Paul-José Mpoku 90+6' Mehdi Carcela                                        | Opstelling Sint-Truiden: Daniel Schmidt, Jorge Teixeira, Pol García, Samy Mmaee, Thibault De Smet, Jordan Botaka, Samuel Asamoah, Hamza Masoudi, Yohan Boli, Alexandre De Bruyn, Wolke Janssens Wissels Sint-Truiden: 61' Thibault De Smet Elton Acolatse 65' Samy Mmaee Wataru Endo 69' Hamza Masoudi Stan Van Dessel                                     |
| | |       | | |
| Zondag 18 augustus 2019, 18:00 uur | Antwerp FC | 2 - 0 | Sint-Truiden | |
| Bosuilstadion, Antwerpen Toeschouwers: 12.828 Scheidsrechter: Christof Dierick Speeldag 4 Eerste Klasse A 2019-20 | Lior Refaelov 11' Dieumerci Mbokani (pen.) 56' |       | 51' Yohan Boli 79' Yohan Boli 87' Wolke Janssens                                                                             | Opstelling Sint-Truiden: Daniel Schmidt, Jorge Teixeira, Samy Mmaee, Jordan Botaka, Samuel Asamoah, Ibrahima Sory Sankhon, Hamza Masoudi, Yohan Boli, Elton Acolatse, Alexandre De Bruyn, Wolke Janssens Wissels Sint-Truiden: 64' Elton Acolatse Nelson Balongo 70' Jordan Botaka Stan Van Dessel 89' Hamza Masoudi Allan Gonçalves Sousa                 |
| | |       | | |
| Zaterdag 24 augustus 2019, 20:30 uur | Sint-Truiden | 0 - 0 | SV Zulte Waregem | |
| Stayen, Sint-Truiden Toeschouwers: 4.789 Scheidsrechter: Nathan Verboomen Speeldag 5 Eerste Klasse A 2019-20 | Hamza Masoudi 25' Wolke Janssens 31' |       | 84' Cyle Larin | Opstelling Sint-Truiden: Daniel Schmidt, Jorge Teixeira, Samy Mmaee, Thibault De Smet, Samuel Asamoah, Ibrahima Sory Sankhon, Hamza Masoudi, Elton Acolatse, Alexandre De Bruyn, Wolke Janssens, Nelson Balongo Wissels Sint-Truiden: 67' Elton Acolatse Jordan Botaka 69' Samy Mmaee Stan Van Dessel 84' Hamza Masoudi Allan Gonçalves Sousa              |
| | |       | | |
| Zaterdag 31 augustus 2019, 18:00 uur | KAS Eupen | 0 - 2 | Sint-Truiden | |
| Kehrwegstadion, Eupen Toeschouwers: 2.593 Scheidsrechter: Kevin Van Damme Speeldag 6 Eerste Klasse A 2019-20 | Sulayman Marreh 45+1' Flavio Ciampichetti 78' |       | 40' Yohan Boli 59' Yohan Boli 86' Daniel Schmidt                                                                             | Opstelling Sint-Truiden: Daniel Schmidt, Jorge Teixeira, Thibault De Smet, Steve De Ridder, Samuel Asamoah, Ibrahima Sory Sankhon, Hamza Masoudi, Yohan Boli, Elton Acolatse, Alexandre De Bruyn, Wolke Janssens Wissels Sint-Truiden: 78' Elton Acolatse Allan Gonçalves Sousa 84' Alexandre De Bruyn Yuma Suzuki 90' Steve De Ridder Stan Van Dessel     |
| | |       | | |
| Zaterdag 14 september 2019, 20:00 uur | Sint-Truiden | 1 - 1 | Waasland-Beveren | |
| Stayen, Sint-Truiden Toeschouwers: 5.456 Scheidsrechter: Bert Put Speeldag 7 Eerste Klasse A 2019-20 | Ibrahima Sory Sankhon 83' Jorge Teixeira 85' Jorge Teixeira 90+4'                                                                                                  |       | 10' Daam Foulon 62' Tuur Dierckx                                                                                             | Opstelling Sint-Truiden: Daniel Schmidt, Jorge Teixeira, Pol García, Thibault De Smet, Steve De Ridder, Samuel Asamoah, Ibrahima Sory Sankhon, Hamza Masoudi, Yohan Boli, Elton Acolatse, Alexandre De Bruyn Wissels Sint-Truiden: 46' Pol García Jordan Botaka 59' Hamza Masoudi Yuma Suzuki 70' Elton Acolatse Allan Gonçalves Sousa                     |
| | |       | | |
| Zaterdag 21 september 2019, 18:00 uur | Sporting Charleroi | 0 - 3 | Sint-Truiden | |
| Stade du Pays de Charleroi, Charleroi Toeschouwers: 7.501 Scheidsrechter: Frederik Geldhof Speeldag 8 Eerste Klasse A 2019-20 | Dorian Dessoleil 7' David Henen 77' Núrio Fortuna 90+1' |       | 34' Yuma Suzuki 38' Steve De Ridder 48' Pol García 68' (pen.) Jordan Botaka 89' Yohan Boli 90+1' Yohan Boli                  | Opstelling Sint-Truiden: Daniel Schmidt, Pol García, Thibault De Smet, Steve De Ridder, Jordan Botaka, Samuel Asamoah, Ibrahima Sory Sankhon, Yohan Boli, Alexandre De Bruyn, Wolke Janssens, Yuma Suzuki Wissels Sint-Truiden: 43' Samuel Asamoah Samy Mmaee 60' Steve De Ridder Santiago Colombatto 87' Yuma Suzuki Elton Acolatse                       |
| | |       | | |
| Zaterdag 28 september 2019, 20:30 uur | Sint-Truiden | 3 - 3 | KRC Genk | |
| Stayen, Sint-Truiden Toeschouwers: 9.125 Scheidsrechter: Lawrence Visser Speeldag 9 Eerste Klasse A 2019-20 Opmerking: deze wedstrijd werd na 88 minuten gestaakt vanwege wangedrag van de supporters van zowel Sint-Truiden als KRC Genk. | Wolke Janssens 28' Pol García 35' Jordan Botaka 47' Samy Mmaee 59' Yohan Boli 62' Pol García 80' Allan Gonçalves Sousa 82' Yohan Boli 87'                          |       | 14' Théo Bongonda 48' (pen.) Ianis Hagi 60' (pen.) Ianis Hagi 79' Joakim Mæhle                                               | Opstelling Sint-Truiden: Daniel Schmidt, Wolke Janssens, Pol García, Ibrahima Sory Sankhon, Jordan Botaka, Samy Mmaee, Alexandre De Bruyn, Santiago Colombatto, Thibault De Smet, Elton Acolatse, Yohan Boli Wissels Sint-Truiden: 43' Wolke Janssens Yuma Suzuki 61' Alexandre De Bruyn Tatsuya Ito 72' Elton Acolatse Allan Gonçalves Sousa              |
| | |       | | |
| Zaterdag 5 oktober 2019, 20:30 uur | KV Kortrijk | 4 - 0 | Sint-Truiden | |
| Guldensporenstadion, Kortrijk Toeschouwers: 4.584 Scheidsrechter: Lothar D'hondt Speeldag 10 Eerste Klasse A 2019-20 | Ilombe Mboyo 15' Fraser Hornby 32' Gary Kagelmacher 41' Fraser Hornby 70' Brendan Hines-Ike 73' Julien De Sart 85' Ilombe Mboyo 85'                                |       | 61' Santiago Colombatto 80' Santiago Colombatto                                                                              | Opstelling Sint-Truiden: Daniel Schmidt, Pol García, Samy Mmaee, Thibault De Smet, Jordan Botaka, Santiago Colombatto, Ibrahima Sory Sankhon, Yohan Boli, Alexandre De Bruyn, Yuma Suzuki, Allan Gonçalves Sousa Wissels Sint-Truiden: 46' Allan Gonçalves Sousa Tatsuya Ito 61' Samy Mmaee Samuel Asamoah 77' Alexandre De Bruyn Facundo Colidio          |
| | |       | | |
| Zondag 20 oktober 2019, 18:00 uur | RSC Anderlecht | 4 - 1 | Sint-Truiden | |
| Lotto Park, Anderlecht Toeschouwers: 18.949 Scheidsrechter: Alexandre Boucaut Speeldag 11 Eerste Klasse A 2019-20 | Nacer Chadli 5' Marco Kana 10' Marco Kana 45+1' Kemar Roofe 67' Nacer Chadli 78'                                                                                   |       | 22' Alexandre De Bruyn 30' Ibrahima Sory Sankhon 62' Yohan Boli                                                              | Opstelling Sint-Truiden: Daniel Schmidt, Pol García, Samy Mmaee, Steve De Ridder, Jordan Botaka, Samuel Asamoah, Ibrahima Sory Sankhon, Yohan Boli, Elton Acolatse, Alexandre De Bruyn, Wolke Janssens Wissels Sint-Truiden: 46' Elton Acolatse Yuma Suzuki 61' Steve De Ridder Allan Gonçalves Sousa 73' Alexandre De Bruyn Tatsuya Ito                   |
| | |       | | |
| Zondag 27 oktober 2019, 18:00 uur | Sint-Truiden | 0 - 0 | AA Gent | |
| Stayen, Sint-Truiden Toeschouwers: 5.312 Scheidsrechter: Jan Boterberg Speeldag 12 Eerste Klasse A 2019-20 | |       | 30' Roman Bezoes 83' Vadis Odjidja-Ofoe                                                                                      | Opstelling Sint-Truiden: Daniel Schmidt, Pol García, Samy Mmaee, Ibrahima Sory Sankhon, Jordan Botaka, Samuel Asamoah, Alexandre De Bruyn, Allan Gonçalves Sousa, Santiago Colombatto, Yohan Boli, Yuma Suzuki Wissels Sint-Truiden: 79' Allan Gonçalves Sousa Tatsuya Ito 79' Samy Mmaee Wolke Janssens                                                   |
| | |       | | |
| Woensdag 30 oktober 2019, 20:30 uur | KV Mechelen | 1 - 2 | Sint-Truiden | |
| Achter de Kazerne, Mechelen Toeschouwers: 15.627 Scheidsrechter: Wim Smet Speeldag 13 Eerste Klasse A 2019-20 | William Togui 36' Clément Tainmont 84' |       | 43' Ibrahima Sory Sankhon 52' Santiago Colombatto 81' Yohan Boli 84' Elton Acolatse 87' Yuma Suzuki                          | Opstelling Sint-Truiden: Daniel Schmidt, Pol García, Samy Mmaee, Ibrahima Sory Sankhon, Jordan Botaka, Samuel Asamoah, Alexandre De Bruyn, Allan Gonçalves Sousa, Santiago Colombatto, Yohan Boli, Yuma Suzuki Wissels Sint-Truiden: 66' Alexandre De Bruyn Elton Acolatse 67' Jordan Botaka Steve De Ridder 90+1' Allan Gonçalves Sousa Wolke Janssens    |
| | |       | | |
| Zaterdag 2 november 2019, 20:00 uur | Sint-Truiden | 1 - 0 | KV Oostende | |
| Stayen, Sint-Truiden Toeschouwers: 4.521 Scheidsrechter: Kevin Van Damme Speeldag 14 Eerste Klasse A 2019-20 | Steve De Ridder 53' Yuma Suzuki 56' |       | 34' Jelle Bataille 57' Yaya Sané 78' Ari Freyr Skúlason                                                                      | Opstelling Sint-Truiden: Daniel Schmidt, Pol García, Samy Mmaee, Ibrahima Sory Sankhon, Jordan Botaka, Samuel Asamoah, Steve De Ridder, Allan Gonçalves Sousa, Santiago Colombatto, Yohan Boli, Yuma Suzuki Wissels Sint-Truiden: 69' Santiago Colombatto Alexandre De Bruyn                                                                               |
| | |       | | |
| Zaterdag 9 november 2019, 20:00 uur | Cercle Brugge | 2 - 1 | Sint-Truiden | |
| Jan Breydelstadion, Brugge Toeschouwers: 3.178 Scheidsrechter: Jonathan Lardot Speeldag 15 Eerste Klasse A 2019-20 | Naomichi Ueda 18' Kevin Hoggas 34' Idriss Saadi 89' |       | 33' Santiago Colombatto 49' Yohan Boli 90+3' Ibrahima Sory Sankhon                                                           | Opstelling Sint-Truiden: Daniel Schmidt, Jordan Botaka, Pol García, Samuel Asamoah, Allan Gonçalves Sousa, Wolke Janssens, Santiago Colombatto, Alexandre De Bruyn, Ibrahima Sory Sankhon, Yohan Boli, Yuma Suzuki Wissels Sint-Truiden: 58' Santiago Colombatto Steve De Ridder 65' Allan Gonçalves Sousa Elton Acolatse 84' Yohan Boli Facundo Colidio   |
| | |       | | |
| Zondag 24 november 2019, 20:00 uur | Sint-Truiden | 1 - 3 | Sporting Charleroi | |
| Stayen, Sint-Truiden Toeschouwers: 4.674 Scheidsrechter: Wesli De Cremer Speeldag 16 Eerste Klasse A 2019-20 | Pol García 35' Jordan Botaka 69' Ibrahima Sory Sankhon 79' |       | 50' Ali Gholizadeh 60' Kaveh Rezaei 89' Kaveh Rezaei                                                                         | Opstelling Sint-Truiden: Daniel Schmidt, Jordan Botaka, Ibrahima Sory Sankhon, Samy Mmaee, Pol García, Allan Gonçalves Sousa, Santiago Colombatto, Alexandre De Bruyn, Samuel Asamoah, Yuma Suzuki, Yohan Boli Wissels Sint-Truiden: 59' Santiago Colombatto Elton Acolatse 68' Alexandre De Bruyn Steve De Ridder                                         |
| | |       | | |
| Zaterdag 30 november 2019, 20:30 uur | KRC Genk | 1 - 2 | Sint-Truiden | |
| Luminus Arena, Genk Toeschouwers: 18.254 Scheidsrechter: Bram Van Driessche Speeldag 17 Eerste Klasse A 2019-20 | Mbwana Samatta 9' Junya Ito 76' |       | 17' Yohan Boli 40' Yuma Suzuki 55' Santiago Colombatto 56' Steve De Ridder                                                   | Opstelling Sint-Truiden: Daniel Schmidt, Jordan Botaka, Wolke Janssens, Samy Mmaee, Pol García, Thibault De Smet, Steve De Ridder, Santiago Colombatto, Alexandre De Bruyn, Yuma Suzuki, Yohan Boli Wissels Sint-Truiden: 61' Santiago Colombatto Samuel Asamoah 75' Yuma Suzuki Elton Acolatse 87' Steve De Ridder Chris Durkin                           |
| | |       | | |
| Zaterdag 7 december 2019, 20:30 uur | Sint-Truiden | 1 - 2 | Club Brugge | |
| Stayen, Sint-Truiden Toeschouwers: 9.893 Scheidsrechter: Lothar D'hondt Speeldag 18 Eerste Klasse A 2019-20 | Yohan Boli 20' Santiago Colombatto 53' Yohan Boli 54' Wolke Janssens 88'                                                                                           |       | 24' Brandon Mechele 44' Éder Álvarez Balanta 70' Federico Ricca 74' Éder Álvarez Balanta 78' Clinton Mata 85' Federico Ricca | Opstelling Sint-Truiden: Daniel Schmidt, Jordan Botaka, Wolke Janssens, Samy Mmaee, Ibrahima Sory Sankhon, Pol García, Chris Durkin, Alexandre De Bruyn, Santiago Colombatto, Yuma Suzuki, Yohan Boli Wissels Sint-Truiden: 84' Santiago Colombatto Samuel Asamoah 89' Chris Durkin Elton Acolatse 89' Pol García Allan Gonçalves Sousa                    |
| | |       | | |
| Zaterdag 14 december 2019, 20:00 uur | SV Zulte Waregem | 5 - 1 | Sint-Truiden | |
| Regenboogstadion, Waregem Toeschouwers: 4.793 Scheidsrechter: Jasper Vergoote Speeldag 19 Eerste Klasse A 2019-20 | Saido Berahino 7' Ewoud Pletinckx 11' Omar Govea 44' Omar Govea 49' Davy De fauw (pen.) 55' Marco Bürki 65' Abdoulaye Sissako 90+2'                                |       | 33' Alexandre De Bruyn 68' Santiago Colombatto                                                                               | Opstelling Sint-Truiden: Daniel Schmidt, Ibrahima Sory Sankhon, Chris Durkin, Samy Mmaee, Pol García, Alexandre De Bruyn, Samuel Asamoah, Santiago Colombatto, Jordan Botaka, Yuma Suzuki, Allan Gonçalves Sousa Wissels Sint-Truiden: 62' Allan Gonçalves Sousa Mathieu Troonbeeckx 63' Alexandre De Bruyn Nelson Balongo 83' Yuma Suzuki Facundo Colidio |
| | |       | | |
| Zondag 22 december 2019, 18:00 uur | Sint-Truiden | 1 - 1 | Antwerp FC | |
| Stayen, Sint-Truiden Toeschouwers: 5.679 Scheidsrechter: Alexandre Boucaut Speeldag 20 Eerste Klasse A 2019-20 | Samuel Asamoah 75' Yuma Suzuki 87' |       | 79' Dino Arslanagić 89' Wesley Hoedt 90+4' (pen.) Lior Refaelov                                                              | Opstelling Sint-Truiden: Daniel Schmidt, Jordan Botaka, Ibrahima Sory Sankhon, Samy Mmaee, Pol García, Elton Acolatse, Chris Durkin, Samuel Asamoah, Steve De Ridder, Nelson Balongo, Yuma Suzuki Wissels Sint-Truiden: 5' Steve De Ridder Allan Gonçalves Sousa 66' Nelson Balongo Facundo Colidio 89' Elton Acolatse Mathieu Troonbeeckx                 |
| | |       | | |
| Donderdag 26 december 2019, 14:30 uur | Waasland-Beveren | 1 - 0 | Sint-Truiden | |
| Freethielstadion, Beveren Toeschouwers: 3.608 Scheidsrechter: Jan Boterberg Speeldag 21 Eerste Klasse A 2019-20 | Stefan Milošević 35' Jur Schryvers 87' |       | | Opstelling Sint-Truiden: Daniel Schmidt, Jordan Botaka, Samy Mmaee, Pol García, Ibrahima Sory Sankhon, Elton Acolatse, Samuel Asamoah, Allan Gonçalves Sousa, Chris Durkin, Nelson Balongo, Yuma Suzuki Wissels Sint-Truiden: 46' Nelson Balongo Facundo Colidio 69' Allan Gonçalves Sousa Lee Seung-woo 86' Samuel Asamoah Mathieu Troonbeeckx            |
| | |       | | |
| Zaterdag 18 januari 2020, 20:00 uur | Sint-Truiden | 2 - 0 | KV Kortrijk | |
| Stayen, Sint-Truiden Toeschouwers: 4.236 Scheidsrechter: Wesli De Cremer Speeldag 22 Eerste Klasse A 2019-20 | Facundo Colidio 54' Alexandre De Bruyn 65' |       | 37' Brendan Hines-Ike 90' Larry Azouni                                                                                       | Opstelling Sint-Truiden: Kenny Steppe, Wolke Janssens, Samy Mmaee, Rocky Bushiri, Ibrahima Sory Sankhon, Chris Durkin, Santiago Colombatto, Alexandre De Bruyn, Facundo Colidio, Jordan Botaka, Yuma Suzuki Wissels Sint-Truiden: 81' Facundo Colidio Allan Gonçalves Sousa 89' Jordan Botaka Samuel Asamoah                                               |
| | |       | | |
| Zaterdag 25 januari 2020, 20:00 uur | RE Moeskroen | 1 - 3 | Sint-Truiden | |
| Le Canonnier, Moeskroen Toeschouwers: 1.392 Scheidsrechter: Bert Put Speeldag 23 Eerste Klasse A 2019-20 | Nemanja Antonov 63' Frank Boya 87' |       | 27' Yuma Suzuki 42' Rocky Bushiri 45+3' Wolke Janssens 54' Jordan Botaka 80' Samuel Asamoah                                  | Opstelling Sint-Truiden: Kenny Steppe, Wolke Janssens, Samy Mmaee, Rocky Bushiri, Ibrahima Sory Sankhon, Chris Durkin, Santiago Colombatto, Alexandre De Bruyn, Facundo Colidio, Jordan Botaka, Yuma Suzuki Wissels Sint-Truiden: 77' Chris Durkin Samuel Asamoah 84' Yuma Suzuki Elton Acolatse 89' Facundo Colidio Allan Gonçalves Sousa                 |
| | |       | | |
| Zaterdag 1 februari 2020, 20:00 uur | KV Oostende | 1 - 0 | Sint-Truiden | |
| Versluys Arena, Oostende Toeschouwers: 4.423 Scheidsrechter: Wim Smet Speeldag 24 Eerste Klasse A 2019-20 | Andrew Hjulsager 39' Fashion Sakala 58' Jelle Bataille 90+3' |       | 39' Rocky Bushiri 90' Rocky Bushiri                                                                                          | Opstelling Sint-Truiden: Kenny Steppe, Wolke Janssens, Samy Mmaee, Rocky Bushiri, Ibrahima Sory Sankhon, Chris Durkin, Santiago Colombatto, Alexandre De Bruyn, Facundo Colidio, Jordan Botaka, Yuma Suzuki Wissels Sint-Truiden: 61' Chris Durkin Samuel Asamoah 65' Jordan Botaka Allan Gonçalves Sousa 82' Wolke Janssens Tatsuya Ito                   |
| | |       | | |
| Zaterdag 8 februari 2020, 20:00 uur | Sint-Truiden | 5 - 2 | KAS Eupen | |
| Stayen, Sint-Truiden Toeschouwers: 4.194 Scheidsrechter: Christof Dierick Speeldag 25 Eerste Klasse A 2019-20 | Mory Konaté 13' Samuel Asamoah 42' Samuel Asamoah 45+1' Samuel Asamoah 53' Samuel Asamoah 63' Samuel Asamoah 65' Yuma Suzuki 72' Samy Mmaee 82' Chris Durkin 90+5' |       | 29' Smail Prevljak 40' Jens Cools 47' Jordi Amat 68' Emmanuel Sowah Adjei                                                    | Opstelling Sint-Truiden: Kenny Steppe, Ibrahima Sory Sankhon, Samy Mmaee, Mory Konaté, Thibault De Smet, Samuel Asamoah, Santiago Colombatto, Alexandre De Bruyn, Facundo Colidio, Jordan Botaka, Yuma Suzuki Wissels Sint-Truiden: 70' Jordan Botaka Chris Durkin 79' Yuma Suzuki Tatsuya Ito 84' Thibault De Smet Wolke Janssens                         |
| | |       | | |
| Zaterdag 15 februari 2020, 20:00 uur | Sint-Truiden | 0 - 1 | Cercle Brugge | |
| Stayen, Sint-Truiden Toeschouwers: 4.336 Scheidsrechter: Bert Put Speeldag 26 Eerste Klasse A 2019-20 | Thibault De Smet 34' Facundo Colidio 38' Santiago Colombatto 59' Samy Mmaee 62' Ibrahima Sory Sankhon 66'                                                          |       | 39' Jonathan Panzo 63' Kévin Hoggas 66' Dylan De Belder 89' Kévin Hoggas                                                     | Opstelling Sint-Truiden: Kenny Steppe, Ibrahima Sory Sankhon, Samy Mmaee, Mory Konaté, Thibault De Smet, Chris Durkin, Santiago Colombatto, Alexandre De Bruyn, Facundo Colidio, Jordan Botaka, Yuma Suzuki Wissels Sint-Truiden: 67' Alexandre De Bruyn Allan Gonçalves Sousa 68' Jordan Botaka Tatsuya Ito 83' Chris Durkin Rocky Bushiri                |
| | |       | | |
| Zondag 23 februari 2020, 20:00 uur | AA Gent | 4 - 1 | Sint-Truiden | |
| Ghelamco Arena, Gent Toeschouwers: 15.295 Scheidsrechter: Jasper Vergoote Speeldag 27 Eerste Klasse A 2019-20 | Jonathan David (pen.) 10' Giorgi Kvilitaia 14' Michael Ngadeu-Ngadjui 21' Giorgi Kvilitaia 26' Jonathan David 26' Vadis Odjidja-Ofoe 52' Jonathan David 63'        |       | 18' Santiago Colombatto 68' Yuma Suzuki                                                                                      | Opstelling Sint-Truiden: Kenny Steppe, Ibrahima Sory Sankhon, Rocky Bushiri, Pol García, Thibault De Smet, Samuel Asamoah, Santiago Colombatto, Chris Durkin, Facundo Colidio, Jordan Botaka, Yuma Suzuki Wissels Sint-Truiden: 46' Chris Durkin Lee Seung-woo 69' Santiago Colombatto Steve De Ridder 87' Facundo Colidio Allan Gonçalves Sousa           |
| | |       | | |
| Vrijdag 28 februari 2020, 20:30 uur | Sint-Truiden | 0 - 3 | KV Mechelen | |
| Stayen, Sint-Truiden Toeschouwers: 4.522 Scheidsrechter: Kevin Van Damme Speeldag 28 Eerste Klasse A 2019-20 | Santiago Colombatto 77' Samuel Asamoah 81' Chris Durkin 86' Allan Gonçalves Sousa 90+3' Rocky Bushiri (own) 90+4'                                                  |       | 72' Aster Vranckx 79' Rob Schoofs 82' Dante Vanzeir                                                                          | Opstelling Sint-Truiden: Kenny Steppe, Ibrahima Sory Sankhon, Samy Mmaee, Rocky Bushiri, Ko Matsubara, Samuel Asamoah, Santiago Colombatto, Chris Durkin, Facundo Colidio, Lee Seung-woo, Yuma Suzuki Wissels Sint-Truiden: 71' Ko Matsubara Pol García 74' Facundo Colidio Allan Gonçalves Sousa 83' Samuel Asamoah Jordan Botaka                         |
| | |       | | |
| Zaterdag 7 maart 2020, 20:00 uur | Standard Luik | 0 - 0 | Sint-Truiden | |
| Maurice Dufrasnestadion, Luik Toeschouwers: 16.544 Scheidsrechter: Christof Dierick Speeldag 29 Eerste Klasse A 2019-20 | Zinho Vanheusden 39' |       | 52' Ibrahima Sory Sankhon 62' Lee Seung-woo 78' Jorge Teixeira 81' Rocky Bushiri                                             | Opstelling Sint-Truiden: Kenny Steppe, Ibrahima Sory Sankhon, Jorge Teixeira, Rocky Bushiri, Pol García, Jordan Botaka, Steve De Ridder, Santiago Colombatto, Alexandre De Bruyn, Lee Seung-woo, Yuma Suzuki Wissels Sint-Truiden: 67' Lee Seung-woo Duckens Nazon 73' Steve De Ridder Samuel Asamoah 90+3' Alexandre De Bruyn Chris Durkin                |
| | |       | | |
| Zaterdag 14 maart 2020, 18:00 uur | Sint-Truiden | -     | RSC Anderlecht | |
| Stayen, Sint-Truiden Toeschouwers: n.v.t. Scheidsrechter: n.v.t. Speeldag 30 Eerste Klasse A 2019-20 Opmerking: deze wedstrijd werd afgelast vanwege de COVID-19-pandemie.                                                                 | |       | | |

#### Resultaten per speeldag
| Speeldag  | 1  | 2  | 3  | 4  | 5  | 6  | 7  | 8  | 9  | 10 | 11 | 12 | 13 | 14 | 15 | 16 | 17 | 18 | 19 | 20 | 21 | 22 | 23 | 24 | 25 | 26 | 27 | 28 | 29 | 30 |
| --------- | -- | -- | -- | -- | -- | -- | -- | -- | -- | -- | -- | -- | -- | -- | -- | -- | -- | -- | -- | -- | -- | -- | -- | -- | -- | -- | -- | -- | -- | -- |
| Resultaat | v  | v  | w  | v  | g  | w  | g  | w  | g  | v  | v  | g  | w  | w  | v  | v  | w  | v  | v  | g  | v  | w  | w  | v  | w  | v  | v  | v  | g  |    |
| Punten    | 0  | 0  | 3  | 3  | 4  | 7  | 8  | 11 | 12 | 12 | 12 | 13 | 16 | 19 | 19 | 19 | 22 | 22 | 22 | 23 | 23 | 26 | 29 | 29 | 32 | 32 | 32 | 32 | 33 | 33 |
| Positie   | 12 | 15 | 12 | 12 | 12 | 12 | 12 | 10 | 10 | 10 | 12 | 12 | 10 | 10 | 11 | 11 | 9  | 10 | 11 | 11 | 11 | 11 | 10 | 10 | 10 | 11 | 12 | 12 | 12 | 12 |

#### Eindstand
| Pl. | Club               | Gesp. | W  | G  | V  | GV | GT | Ptn. | Kwalificatie of degradatie       |
| --- | ------------------ | ----- | -- | -- | -- | -- | -- | ---- | -------------------------------- |
| 1   | Club Brugge        | 29    | 21 | 7  | 1  | 58 | 14 | 70   | Groepsfase Champions League      |
| 2   | AA Gent            | 29    | 16 | 7  | 6  | 59 | 34 | 55   | Derde voorronde Champions League |
| 3   | Sporting Charleroi | 29    | 15 | 9  | 5  | 49 | 23 | 54   | Derde voorronde Europa League    |
| 4   | Antwerp FC         | 29    | 15 | 8  | 6  | 49 | 32 | 53   | Groepsfase Europa League         |
| 5   | Standard Luik      | 29    | 14 | 7  | 8  | 47 | 32 | 49   | Tweede voorronde Europa League   |
| 6   | KV Mechelen        | 29    | 13 | 5  | 11 | 46 | 43 | 44   |                                  |
| 7   | KRC Genk           | 29    | 13 | 5  | 11 | 45 | 42 | 44   |                                  |
| 8   | RSC Anderlecht     | 29    | 11 | 10 | 8  | 45 | 29 | 43   |                                  |
| 9   | SV Zulte Waregem   | 29    | 10 | 6  | 13 | 41 | 49 | 36   |                                  |
| 10  | RE Moeskroen       | 29    | 9  | 9  | 11 | 38 | 40 | 36   |                                  |
| 11  | KV Kortrijk        | 29    | 9  | 6  | 14 | 40 | 44 | 33   |                                  |
| 12  | Sint-Truiden       | 29    | 9  | 6  | 14 | 33 | 50 | 33   |                                  |
| 13  | KAS Eupen          | 29    | 8  | 6  | 15 | 28 | 51 | 30   |                                  |
| 14  | Cercle Brugge      | 29    | 7  | 2  | 20 | 27 | 54 | 23   |                                  |
| 15  | KV Oostende        | 29    | 6  | 4  | 19 | 29 | 58 | 22   |                                  |
| 16  | Waasland-Beveren   | 29    | 5  | 5  | 19 | 21 | 60 | 20   |                                  |

## Beker van België
| |                                                                 |                       |                                                                    | |
| Woensdag 25 september 2019, 20:30 uur                                                                                  | Sint-Truiden                                                    | 2 - 0 na verlengingen | Oud-Heverlee Leuven                                                | |
| Stayen, Sint-Truiden Toeschouwers: 1.500 Scheidsrechter: Michiel De Cuyper 1/16de finales Beker van België 2019-20     | Yohan Boli 99' Jordan Botaka 116'                               |                       | 80' Pierre-Yves Ngawa 85' Thomas Henry 117' Pierre-Yves Ngawa      | Opstelling Sint-Truiden: Daniel Schmidt, Pol García, Samy Mmaee, Thibault De Smet, Steve De Ridder, Ibrahima Sory Sankhon, Hamza Masoudi, Yohan Boli, Elton Acolatse, Wolke Janssens, Allan Gonçalves Sousa Wissels Sint-Truiden: 67' Thibault De Smet Jordan Botaka 74' Allan Gonçalves Sousa Tatsuya Ito 80' Steve De Ridder Chris Durkin 91' Hamza Masoudi Facundo Colidio |
| |                                                                 |                       |                                                                    | |
| Woensdag 4 december 2019, 20:00 uur                                                                                    | SV Zulte Waregem                                                | 3 - 0                 | Sint-Truiden                                                       | |
| Regenboogstadion, Waregem Toeschouwers: 1.894 Scheidsrechter: Nathan Verboomen 1/8ste finales Beker van België 2019-20 | Omar Govea 14' Damien Marcq 56' Omar Govea 57' Gianni Bruno 72' |                       | 9' Pol García 10' Wolke Janssens 38' Yuma Suzuki 40' Jordan Botaka | Opstelling Sint-Truiden: Daniel Schmidt, Jordan Botaka, Wolke Janssens, Ibrahima Sory Sankhon, Samy Mmaee, Pol García, Thibault De Smet, Samuel Asamoah, Allan Gonçalves Sousa, Tatsuya Ito, Yuma Suzuki Wissels Sint-Truiden: 17' Ibrahima Sory Sankhon Chris Durkin 46' Thibault De Smet Santiago Colombatto 69' Yuma Suzuki Elton Acolatse                                 |